# Climat du Bangladesh

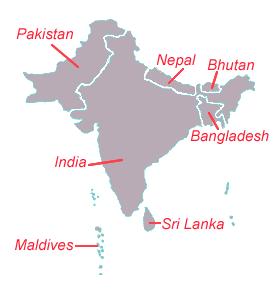
Pays du monde indien

Divisions du Bangladesh (depuis septembre 2015)

Le climat du Bangladesh est du type tropical avec un hiver doux d'octobre à mars, un été chaud et humide de mars à juin, et des moussons de juin à octobre. Les catastrophes naturelles, telles que les inondations, les cyclones tropicaux, les tornades, et les raz-de-marée (tsunamis) touchent le pays pratiquement tous les ans. Les cyclones et la mousson peuvent entraîner de graves inondations tous les ans et on a mis sur pied un système d'abris paracycloniques pour essayer de minimiser les conséquences. En 1970, le cyclone de Bhola a fait 500 000 morts. Le 15 novembre 2007, le cyclone Sidr a provoqué la mort de 3300 personnes et 1,5 milliard de dollars de dégâts. En 1991, un tsunami a tué quelque 138 000 personnes.
Les mois les plus chauds sont de mars à mai. La mousson s'étend de juin à octobre. De novembre à février a lieu un hiver sec.
Détournés vers l'est par la collision des plaques tectoniques indienne et chinoise, les fleuves qui descendent de l'Himalaya et du plateau tibétain se jettent tous dans le golfe du Bengale, quadrillant un pays-delta de 147,570 km2, plat, pluvieux et boueux, à la merci des crues et des cyclones. Dans cet État, 80 % des précipitations tombent pendant les 5 mois de la mousson (de juin à octobre), alors que 20 % seulement des terres sont protégées des inondations et équipées de drainage et d'irrigation.

## La mousson
La mousson : Surchauffé quand le soleil vient au zénith du tropique, l'océan Indien s'évapore. L'air humide, chaud et léger, monte. Un vent de sud-ouest, soufflant de mai à octobre, amène la mousson qui arrose le sous-continent indien et enneige l'Himalaya. Le Bangladesh reçoit en 5 mois 80 % des précipitations annuelles (1,5 à 6 mètres). Le déluge atteint 12 mètres par an (20 fois plus qu'à Paris) à la frontière, dans les collines de l'Assam.

## Trois grands fleuves
Trois grands fleuves : Nés de la mousson et des glaciers himalayens, le Gange et le Brahmapoutre drainent avec la Meghna, un bassin montagneux et détrempé de 1,5 million de km2. Mais, détournés vers l'est par le plissement de l'Himalaya, ils se jettent tous dans le golfe du Bengale, à travers un pays ultraplat et 12 fois plus petit. L'été, quand les pluies de la mousson s'ajoutent à la fonte des neiges (avril-mai), leur débit cumulé (80 fois la Seine en crue) dépasse celui de l'Amazone (150 000 m3 à la seconde).

## Un pays plat limoneux
Un pays plat constitué essentiellement de limon : Entrés au Bangladesh à 22,5 mètres d'altitude, les fleuves géants ont encore 450 km à parcourir, sur des pentes quasi nulles : 0,005 % de dénivelé... Leurs lits s'étalent donc régulièrement sur un cinquième au moins du pays. Leurs alluvions arrachées au toit du monde (2 milliards de tonnes par an) atteignent parfois 2 000 mètres d'épaisseur et font la substance même du Bangladesh gagnée sur la mer. Dans les fleuves et le golfe, elles forment des "chars" (« îles » en bengali), îles de vase aussi instables que fertiles. À peine émergées, elles sont cultivées, puis habitées par une population en manque de terres (200 à 2 500 habitants au km2) et exposée aux pires dangers.

## L'Himalaya s'élève encore
L'Himalaya s'élève encore : L'Himalaya, montagnes jeunes, monte de quelques millimètres par an. D'où une érosion maximale. Les séismes y causent des glissements de terrain qui engorgent les fleuves. Le réchauffement terrestre accroît la fonte des glaciers. Sur les pentes indiennes et népalaises, le déboisement accélère la ruée des eaux et l'érosion. Rehaussés sur un matelas de sédiments, les fleuves inondent les terres basses.

## Perte probable annoncée de 20% du territoire
En raison du réchauffement climatique, le Bangladesh pourrait perdre 20 % de son territoire sous l'effet de la monté des eaux. En 2050, les « réfugiés climatiques » pourraient être 50 millions dans le pays.

## Dhâkâ
Dhaka a un climat tropical caractérisé par une période de moussons. L'on distingue trois saisons:
- l'hiver (de novembre à février): sec, avec des températures allant de 15 à 20 °C ;
- la pré-saison des moussons (de mars à mai), avec de faibles précipitations et des températures pouvant atteindre 40 °C ou plus ;
- la mousson (de juin à octobre), avec de fortes précipitations et des températures d'environ 30 °C. La majorité des précipitations, soit 80 % de la moyenne annuelle de 2 540 mm, se concentre durant la période des moussons. Le taux moyen d'humidité est de 80 %.